# Mirabilis latifolia
Mirabilis latifolia (A. Gray) Diggs, Lipscomb & O'Kennon – gatunek rośliny z rodziny nocnicowatych (Nyctaginaceae Juss.). Występuje naturalnie w południowej części Stanów Zjednoczonych – w stanie Teksas. 

## Morfologia
PokrójBylina dorastające do 20–110 cm wysokości.
LiścieMają kształt od trójkątnie lancetowatego do trójkątnie owalnego. Mierzą 2–5 cm długości oraz 1–4,5 cm szerokości. Nasada liścia jest od zaokrąglonej do rozwartej. Blaszka liściowa jest o ostrym wierzchołku. Ogonek liściowy jest nagi i dorasta do 5–15 mm długości.
KwiatySą zebrane po 2–3 w wiechy, rozwijają się na szczytach pędów. Mają różową lub purpurową barwę. Mierzą 10 mm długości.
OwoceMają odwrotnie jajowaty kształt. Osiągają 3–5 mm długości.

## Biologia i ekologia
Rośnie w zaroślach, na nieużytkach oraz terenach skalistych. Występuje na wysokości do 600 m n.p.m.